# Die Goldenen Zitronen
Die Goldenen Zitronen sind eine Musikgruppe aus Hamburg. 1984 als Fun-Punkband gegründet, zeigen sie eine zunehmend gesellschaftskritische Tendenz; die Texte haben oft einen politischen Bezug. Seit den 1990er Jahren verfolgten sie einen musikalischen Weg zwischen New Wave, Free Jazz, Electro und Krautrock, manchmal auch mit Hip-Hop-Anleihen. Die Goldenen Zitronen gelten als Vorläufer der Hamburger Schule. Mit Buback gründeten sie 1987 ein wichtiges Label der Strömung. Später setzten sie sich kritisch damit auseinander, so mit dem Album Dead School Hamburg (Give Me a Vollzeitarbeit). Seit den späten 1990er Jahren kamen elektronische Elemente und experimentelle musikalische Formen hinzu. 

## Geschichte
Gründungsmitglieder waren Bernhard Wondra (Gesang), Ale Sexfeind (Schlagzeug), Ted Gaier (Bass, Gitarre) und Aldo Moro (Gitarre, Bass). Bereits nach dem ersten Konzert wurde Wondra jedoch durch Schorsch Kamerun ersetzt. Inzwischen sind von den Gründungsmitgliedern nur noch Schorsch Kamerun und Ted Gaier dabei. Hinzugekommen im Laufe der Zeit sind unter anderem Thomas Wenzel (Die Sterne) unter dem Pseudonym Julius Block, Keyboarder Mense Reents (u. a. auch Egoexpress und Stella), Stephan Rath und Enno Palucca.
Anfangs kombinierte die Band harten Rock ’n’ Roll mit 1970er-Jahre-Punkrock und humoristischen, teils bösen, schlagerartigen Texten. Live waren und sind sie für chaotische Auftritte bekannt. Die Goldenen Zitronen sehen sich als ein Symbol der Unabhängigkeit und lehnen die Zusammenarbeit mit der Musikindustrie ab. 
1986 sorgten sie mit ihrem Song Am Tag, als Thomas Anders starb, einer satirischen Abwandlung des Hits Am Tag, als Conny Kramer starb von Juliane Werding, erstmals für Aufsehen. Wegen dieses in der breiten Öffentlichkeit wahrgenommenen Schmählied über den Popsänger Thomas Anders berichteten die Jugendzeitschrift Bravo sowie die Bild ausführlich über die Formation. Mit Für immer Punk – einer Coverversion des Alphaville-Hits Forever Young –, bei dem Mitglieder anderer Punkrockgruppen wie Die Toten Hosen oder Die Ärzte mitwirkten, hatten sie einen Kulthit in der einschlägigen Szene. Mehrere Major-Label-Verträge wurden von der Band abgelehnt.
Auf dem Album Fuck You (1990) machte sich die Band über große Rockbands lustig und protestierte gegen Alltagsstumpfsinn.

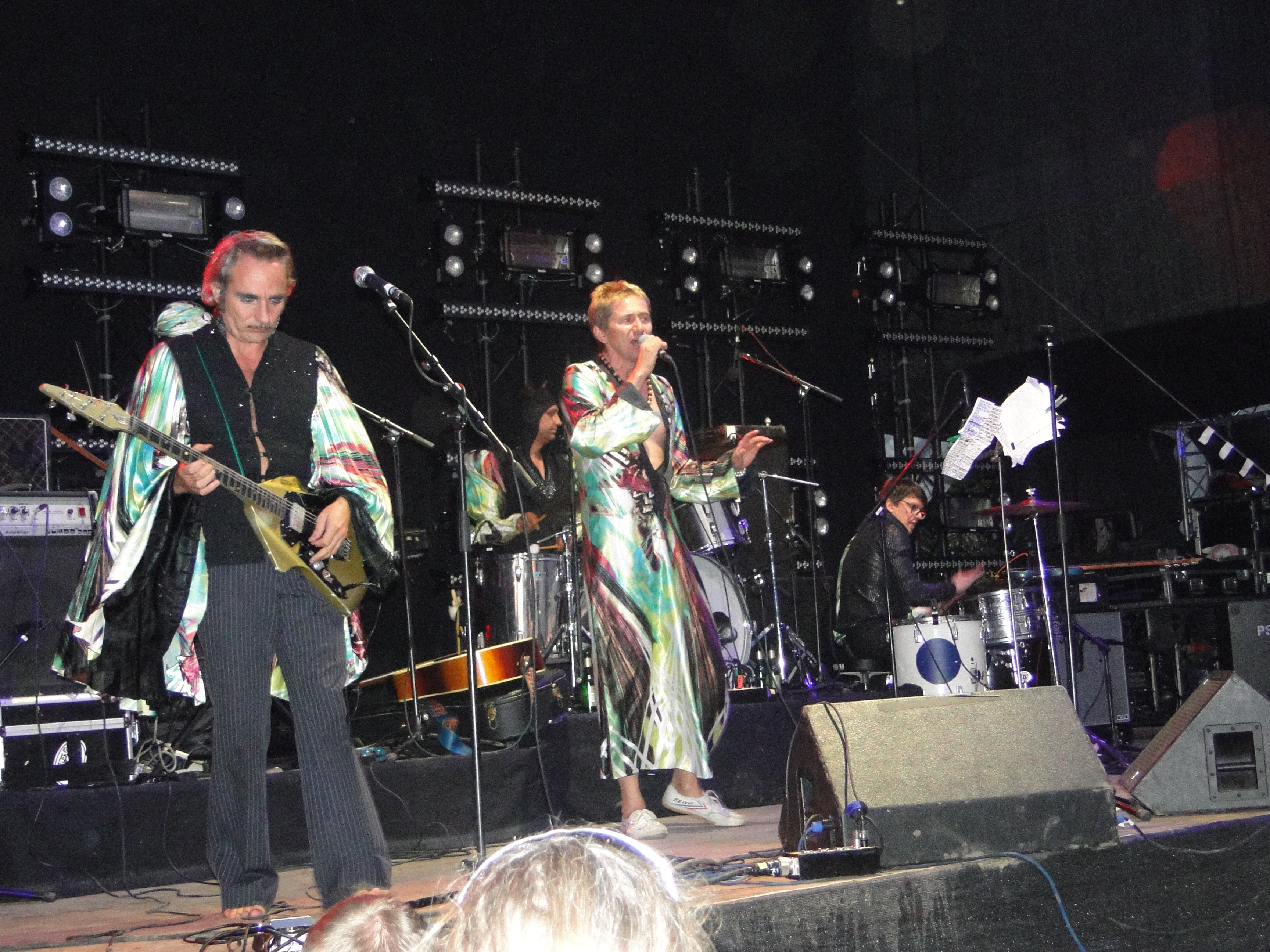
Die Goldenen Zitronen beim Dockville Festival, 2011

Das Album Das bißchen Totschlag im Jahr 1994 enthielt neben gewohntem Power-Rock nun auch Elemente aus Garagen-Trash, Electro-Beats, Hip-Hop und Noise-Rock-Pop. Im Titellied bezieht sich die Band auf die Brandanschläge in Mölln und Hoyerswerda, die politisch motivierten Morde an Schwarzen in Deutschland und die folgende Verschärfung des Asylgesetzes sowie den Totschlag an dem Hausbesetzer und Antifaschisten Silvio Meier. Im Musikvideo wurden gängige Werbeklischees und Spaßgesellschafts-Images parodiert, die im starken Gegensatz zum Songtext stehen. 1996 veröffentlichten sie ihr Album Economy Class, auf dem zum Teil jazzartige Improvisationen zu hören sind.
Mit dem Album Dead School Hamburg von 1998 veränderten sie abermals ihren Musikstil und die Instrumentierung wurde elektronischer. In den 1990er Jahren griffen die Goldenen Zitronen auf klangliche Presets und Plug-ins zurück, die sich auf den CD-ROMs befanden, die regelmäßig technischen Musikfachzeitschriften wie Keys beilagen. Mithilfe von Software wie Cubase und Logic Pro auf einem Computer komponierten die Zitronen mit diesen vorgefundenen Klangfarben eigens geschaffene Musikstücke. Solche Sound-Samples, verbunden mit stilistischer Experimentierfreude, entwickelten sich zur essenziellen Inspirationsquelle für die Goldenen Zitronen. Ein gewisser Hang zum Avantgardistischen setzte sich auf ihrem 2001 erschienenen Studioalbum Schafott zum Fahrstuhl fort. Das Album Lenin aus dem Jahr 2006 enthielt erneut eine Collage moderner Punkmusik abseits popkultureller Gewöhnlichkeiten. Seit 2001 erscheinen die Alben beim 1987 von Gaier und Dumbsky gegründeten Label Buback. Sein heutiger Inhaber (seit 2005), der mit der Band befreundete Künstler Daniel Richter, gestaltete zahlreiche Plattencover.
Auf dem 2009 erschienenen Album Die Entstehung der Nacht entwickelten die Goldenen Zitronen ihre Neigung zum Poetischen und zum Sprechgesang. Es hat sich damit, befand die taz, von den Vorgängern entfernt, und war „Album der Woche“ im Webradio ByteFM. Hier kollaborierten sie mit Michaela Melián und Mark Stewart.
Die Gruppe arbeitete weiterhin mit Liedermacher und Schriftsteller Franz Josef Degenhardt zusammen, aber auch mit jüngeren Künstlern wie den Chicks on Speed und Peaches, Hans Platzgumer, Françoise Cactus, DJ Koze, DJ Hell, Dis*ka und den Merricks. 
Das Anfang 2019 herausgekommene More Than A Feeling wurde beim NDR Info Nachtclub „Album der Woche“. Es klinge nach den 1980ern, obschon „deutlich elektronischer, etwas experimenteller als reiner Pop“ und sei „ein spannendes Album“, so der Rezensent.

## Andere Projekte der Bandmitglieder

### Musik
- Julius Block: Die Sterne (als Thomas Wenzel mit Frank Spilker und Christoph Leich) und Cow (mit Peta Devlin)
- Ted Gaier: Three Normal Beatles und Les Robespierres (mit Klaus Ramcke), Schwabinggrad Ballett (unter anderem mit Bernadette La Hengst, Knarf Rellöm), Motion (mit Rocko Schamoni und Schorsch Kamerun)
- Schorsch Kamerun: Motion (mit Rocko Schamoni und Ted Gaier), Schorsch Kamerun (Solo), Silvester Boy, Raison (mit Mense Reents und PC Nackt)
- Enno Palucca: Enno Palucca (Solo), Dis*ka (mit Albert Pöschl, Ralf Summer, Didi Neidhart und Ivi Vukelic)
- Hans Platzgumer: H.P. Zinker (mit Andi Pümpel), Queen Of Japan (als Jo Ashito mit Koneko jr. und Jason Arigato) und Shinto (mit CaMi Tokujiro und Thomas Wühr)
- Mense Reents: Egoexpress (mit Jimi Siebels), Stella (mit Elena Lange und Thies Mynther) und Die Vögel (mit Jakobus Durstewitz), Raison (mit Schorsch Kamerun und PC Nackt)
- Stephan Rath: Les Robespierres (mit Klaus Ramcke), Workshop (mit Stephan Abry, Kai Althoff, Christoph Rath und Stefan Mohr)

### Theater
- Schorsch Kamerun arbeitet regelmäßig als Regisseur an großen Bühnen im deutschsprachigen Raum, etwa am Schauspielhaus Zürich und an den Münchner Kammerspielen.
- Ted Gaier ist regelmäßiger Gast bei der international tätigen Theatergruppe 400asa.

## Diskografie
Studioalben

| Jahr | Titel Musiklabel                                             | Höchstplatzierung, Gesamtwochen, AuszeichnungChartsChartplatzierungen (Jahr, Titel, Musiklabel, Platzierungen, Wochen, Auszeichnungen, Anmerkungen) | Anmerkungen |
| Jahr | Titel Musiklabel                                             | DE | Anmerkungen |
| ---- | ------------------------------------------------------------ | --- | ----------- |
| 1987 | Porsche, Genscher, Hallo HSV Weser Label                     | DE86 (1 Wo.)DE | LP, CD      |
| 1988 | Kampfstern Mallorca dockt an Weser Label                     | — | LP, CD      |
| 1990 | Fuck You Vielklang                                           | — | LP, CD      |
| 1991 | Punkrock Vielklang                                           | — | LP, CD      |
| 1994 | Das bißchen Totschlag Sub Up Records                         | — | LP, CD      |
| 1996 | Economy Class Sub Up Records                                 | — | LP, CD      |
| 1998 | Dead School Hamburg (Give Me a Vollzeitarbeit) Cooking Vinyl | — | LP, CD      |
| 2001 | Schafott zum Fahrstuhl Buback Tonträger                      | — | 2CD         |
| 2006 | Lenin Buback Tonträger                                       | — | LP, CD      |
| 2009 | Die Entstehung der Nacht Buback Tonträger                    | — | LP, CD      |
| 2013 | Who’s Bad Buback Tonträger                                   | — | LP, CD      |
| 2015 | Flogging a Dead Frog Altin Village & Mine                    | — | LP, CD      |
| 2019 | More Than a Feeling Buback Tonträger                         | DE61 (1 Wo.)DE | LP, CD      |

## Dokumentationen
- Golden Lemons – Dokumentarfilm von Jörg Siepmann über eine US-Tour, von dem sich die Band bei der Berlinale 2003 distanzierte[9]
- Übriggebliebene ausgereifte Haltungen – Dokumentarfilm von Peter Ott aus dem Jahr 2007 über die Goldenen Zitronen